# Rhode Island Oceaneers
Rhode Island Oceaneers foi um time de futebol de Pawtucket, Rhode Island, que jogou a American Soccer League de 1974-77.

## História
O time de futebol Rhode Island Oceaneers original foi fundado em 1974. Naquela temporada, eles ganharam o título da liga  após uma temporada regular de 16-2. O técnico da equipe Manny Schellscheidt está no Hall da Fama do Futebol dos Estados Unidos, por ter sido nomeado como treinador do ano da ASL.
Para a temporada de 1977, a equipe foi renomeada como New England Oceaneers . Schellscheidt passou a treinar os New Jersey Americans, substituído por John Bertos, membro do Massachusetts Hall of Famer. Após uma temporada em 8º de 9 times, o time mudou-se para Indianápolis, Indiana e se tornou o Indianapolis Daredevils, antes de desistir após a temporada de 1979.